# زكرياء غيي
زكرياء غيي (بالفرنسية: Zakaria Gueye)‏ (22 فبراير 1986 بالسنغال - ) هو لاعب كرة قدم سنغالي في مركز الوسط. لعب مع زولته فاريجيم ونادي باسي فالي أور ونادي فريجوس وCMS Oissel ‏.